# Lira da braccio
La lira da braccio (o lyra de bracio) va ser un instrument europeu de corda d'arc del Renaixement. Va ser utilitzat pels poetes-músics italians a la cort als segles XV i XVI per acompanyar les seves recitacions improvisades de poesia lírica i narrativa. Està més estretament relacionat amb el violí medieval, o la fídula, i com aquesta tenia una caixa de clavilles amb forma de fulla i amb clavilles frontals. Es veuen violins amb cordes de bordó a partir del segle IX (lira bizantina), i l'instrument es va seguir desenvolupant al llarg del segle XVI. En moltes representacions iconogràfiques de l'instrument, aquest és interpretat per personatges mitològics, sovint membres de consorts d'àngels, i més sovint per Orfeu i Apol·lo. La lira da braccio s'utilitzava ocasionalment en conjunts, especialment en l'intermedi, i podria haver actuat com un instrument proto-continu.
L'instrument tenia essencialment la forma d'un violí, però amb un diapasó més ample i un pont més pla. En general, tenia set cordes, cinc d'elles afinades com un violí amb un re baix afegit a la part inferior (és a dir, re–g–d'–a'–e'') amb dues cordes fora del diapasó que servien de bordons i normalment s'afinaven en octaves. Michael Praetorius mostra l'instrument amb trasts, encara que és l'únic que ho fa (veure imatge a la dreta). El diapasó ample i el pont pla, juntament amb els arcs llargs i fortament corbats, van facilitar la interpretació d'acords a l'instrument. Tot i que Praetorius representa l'instrument com una lyra de bracio al costat de diverses violes "da gamba", de fet es tocava a l'espatlla, com indica el seu nom, que fa referència al braç, o braccio en italià. Pels pocs tractats i composicions que es conserven, sembla que la lira es tocava amb registres triples i quàdruples. L'intèrpret podia estar limitat pel que fa a les inversions que es podien tocar, i es creu que les cordes superiors podrien haver estat utilitzades per fer la melodia, i les cordes inferiors per a la reproducció d'acords. A més, es creu que quan acompanyava el cant, l'instrument es tocavaa un to més alt del que cantava l'intèrpret. Finalment, a finals del segle xvi, es va desenvolupar una versió de la lira da braccio baixa amb un nombre ampliat de cordes, la lirone, també coneguda com la lira da gamba, que es tocava "da gamba", o entre les cames.

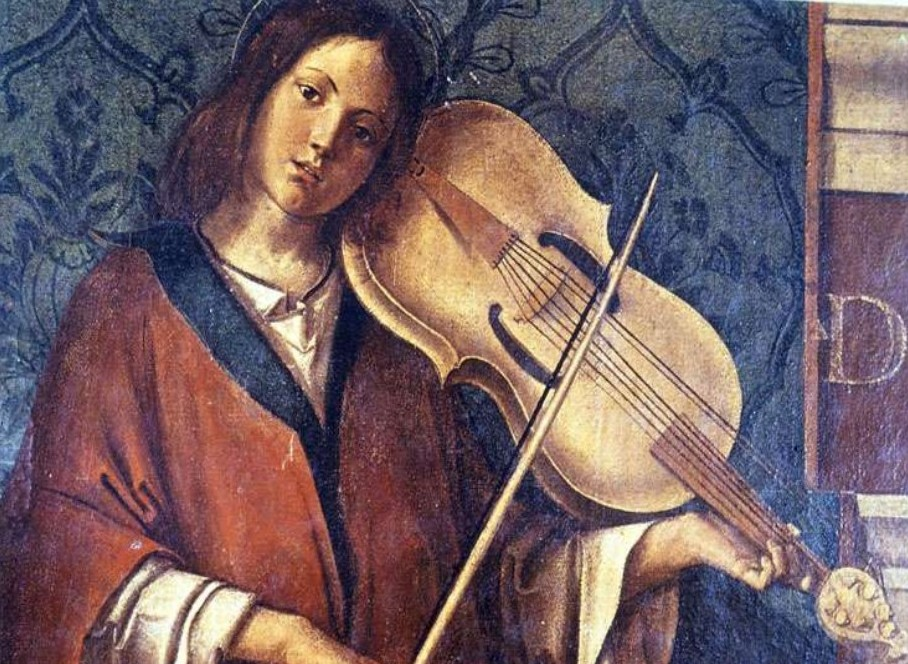
Músic amb lira da braccio de Bartolomeo Montagna, c. 1500

La lira da braccio va ser citada per primera vegada l'any 1533 per Giovanni Maria Lanfranco (utilitzant el terme "lyra de set cordes"), descrivint també la seva afinació: [cc' / g-g'-d'-a'-e]. Aquesta lira va ser ideada per acompanyar el vers humanista cantat per poetes, com el Petrarca del segle xiv i els seus posteriors imitadors, i va ser popular a les ciutats-estat del nord d'Itàlia com Florència, Ferrara, Màntua, Venècia, etc. En aquest paper, la lira va gaudir d'un prestigi al costat d'altres instruments que no tindria mai més. Entre els seus exponents de l'època hi havia diversos grans pintors, en particular Leonardo da Vinci, que segons Emmanuel Winternitz, era àmpliament considerat com el degà dels intèrprets de la lira.

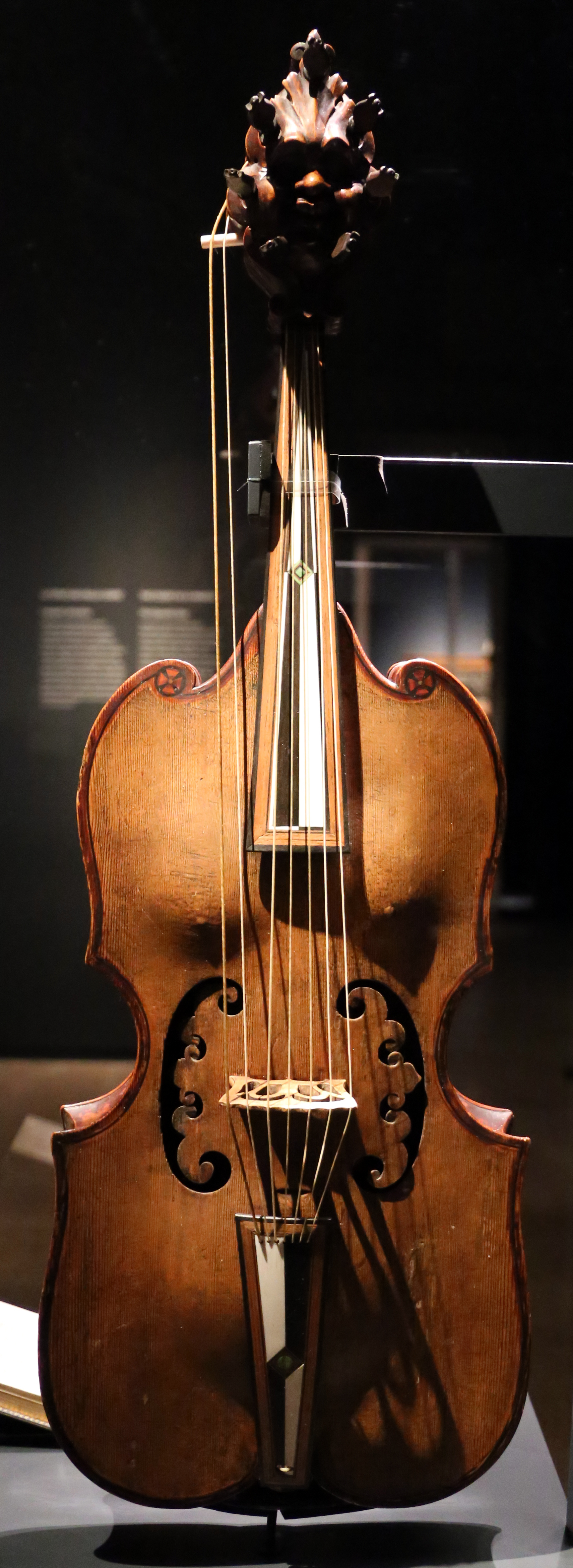
Lira da braccio de Giovanni d'Andrea, (1511). Museu d'Història de l'Art de Viena

L'auge del madrigal i la seva contrapartida, el conjunt instrumental, així com la popularitat meteòrica del violí més vocal, aviat van fer caure la lira de la seva posició preeminent a la cort, i cap a la dècada de 1530 havia quedat relegada a l'ús escènic a les grans festes renaixentistes celebrades per les ciutats estat i les seves poderoses dinasties governants. En aquest cas normalment es trobava a l'escenari associada a la presència del déu Apol·lo, o barrejada en conjunts fora de l'escenari.
El Manuscrit de Pesaro, de mitjans del segle xvi, un document important en la història de la lira, registra un passemezzo moderno, (mesura de dansa contemporània) escrit en tabulatura de lira. Descobert en la ciutat de Pesaro, a la costa adriàtica, aquesta rara i mutilada escriptura és l'únic exemple que se conserva de música escrita per a lira. Suggereix almenys la possibilitat que l'instrument s'emprés com a instrument de dansa en aquesta època. El seu caràcter harmònic i la subtil gamma de tecles domèstiques haurien estat ideals per a interpretar música de ball que era moda a l'època.
El gran musicòleg italià Disertori va demostrar que era possible reconstruir exemplars molt convincents de la lira da braccio en les seves primeres formes, a partir de les minucioses pintures i dibuixos de Leonardo da Vinci, Rafael, Giovanni Bellini, Vittore Carpaccio i molts altres artistes de finals del segle xv i inicis del XVI, obrint així moltes possibilitats interessants relacionades amb la recreació de la pràctica de la interpretació musical de finals del segle XV.
Hi ha fins a deu exemplars de lira que han sobreviscut fins avui, semblants a un violí, tot i que la seva autenticitat encara està en disputa..